# Shadowchaser
Shadowchaser (Originaltitel: Project: Shadowchaser) ist ein US-amerikanischer B-Actionfilm mit Science-Fiction-Elementen aus dem Jahr 1992. Regie führte John E. Eyres. Der Film startete am 23. Juli 1992 in den deutschen Kinos.

## Handlung
In der nahen Zukunft: Der militärische Android Romulus erwacht zum Leben und tötet mehrere Wissenschaftler des Projektes Shadowchaser. Er wird zum Anführer einiger Terroristen und besetzt mit fünf Terroristen ein hochmodernes Krankenhaus. Das Krankenhaus wird vermint und die Insassen als Geiseln genommen. Romulus ist hinter Sarah, der Tochter des Präsidenten der Vereinigten Staaten, her, die sich im Krankenhaus aufhält. Auch sie wird als Geisel genommen und in ihrem Zimmer eingeschlossen. Romulus will für sie ein Lösegeld von 50 Millionen Dollar. Um die intelligente Killermaschine zu stoppen, will Trevanian den Architekten des Krankenhauses aus dem mit zu Tiefkühlschlaf verurteilten Straftätern besetzten Gefängnis aufwecken. Erst als es zu spät ist, bemerkt er seinen Irrtum, er hat den falschen Mann aus dem Tiefschlaf aufgeweckt: den American-Football-Spieler Desilva, der nun das Rettungsteam begleitet. Bereits am ersten Fahrstuhl tappen sie in eine Falle, Desilva überlebt als einziger und soll sich nun ruhig verhalten, um das Leben der Geiseln nicht zu gefährden. Mittlerweile ist der verrückte Wissenschaftler Kinderman vor Ort, der seine Mordmaschine unbedingt „lebend“ bergen will.
Desilva hält sich nicht an die Warnungen von Trevanian und befreit Sarah. Gemeinsam retten sie die Geiseln und schicken sie mit einem geheimen Fahrstuhl in die Freiheit. Dabei wird Desilva von Romulus angeschossen. Auf der Flucht schnappt sich der Androide Sarah, aber Desilva kann entkommen. Mittlerweile hat sich der Plan von Romulus geändert, der Präsident soll das Lösegeld für Sarah persönlich übergeben. Kinderman will den Androiden überlisten und führt einen Minisprengsatz vor, um damit das Gehirn, die Schaltzentrale des Androiden lahmzulegen (eine sogenannte „Androidenembolie“). Er begleitet den Präsidenten nach oben, wo die Übergabe stattfinden soll. Statt den Weg frei für den Schuss auf Romulus freizumachen, erschießt er jedoch zuerst den Schützen und dann den Präsidenten. Zusammen mit Romulus und Sarah versucht er, mit dem Hubschrauber zu entkommen. Romulus wird jedoch von Desilva mit einem Speer einen Aufzug heruntergeworfen, kann sich jedoch retten. Der Android wird dann von Desilva zuerst mit Säure überworfen und dann angezündet. Derweil hat das FBI den Hubschrauber gekapert und kann Kinderman erschießen. Desilva und Sarah gelangen zum Hubschrauber und können sich retten, als das gesamte Gebäude in die Luft fliegt. Romulus springt aus einem der oberen Stockwerke und explodiert noch in der Luft. Unten trifft Sarah überraschend ihren Vater, da Kinderman nur einen Androiden-Doppelgänger des Präsidenten erschossen hatte. Desilva und die befreiten Geiseln feiern bei einer Dose Bier ihren Sieg.

## Hintergrund
Der Film ist in der deutschen Fassung wenige Sekunden geschnitten, jedoch wurden keine blutigen Szenen geschnitten. Anscheinend war das zugrunde liegende Masterband fehlerhaft. Eine Uncut-Veröffentlichung erfolgte im deutschsprachigen Raum lediglich auf Laserdisc.
Die Spezialeffekte stammen von Brian Smithies. Shadowchaser ist der Auftakt zu einer Filmreihe, die lediglich durch den Hauptdarsteller Frank Zagarino verbunden ist und mittlerweile drei Teile umfasst. Es kursiert außerdem eine Version des Films Orion’s Key, die den Titel Shadowchaser 4 trägt, jedoch mit der eigentlichen Reihe nichts zu tun hat und von Mark Roper inszeniert wurde.
Shadowchaser 2 wurde 1994 inszeniert, 1995 folgte Shadowchaser 3, beide ebenfalls von John Eyres, von dem der 1993 erschienene Film Monolith stammt, gedreht.
Der Film war bei der Saturn-Award-Verleihung 1993 für den Preis in der Kategorie Beste Videoveröffentlichung nominiert.

## Kritik
Der 1992 gedrehte Film sollte ein schneller Cash-in nach dem Erfolg von Stirb langsam und Terminator werden, deren Elemente er übernahm.

„„Shadowchaser“ ist ein formal bemühter, aber kaum das geringe Budget kaschierender Action-Reißer der billigen Sorte. Vor allem die miese Kameraführung lässt die schlichten Produktionsbedingungen jederzeit erahnen. Davon abgesehen amüsiert die rasante und nie langweilige Pyro-Sause durchweg – und ist für Freunde des Genres allemal einen Blick wert.“